# Räsvelg
Räsvelg (även Räsvälg eller Hräsvelg; fornnordiska: Hræsvelgr, ”liksväljaren”) är i nordisk mytologi en örnjätte, som satt vid himlens ände i norr och skapade vindarna genom att slå med sina vingar. Han har i sen tid ibland identifierats med den örn som sitter i toppen av asken Yggdrasil och på vars gigantiska näbb sitter höken Väderfölne.
I Viktor Rydbergs Fädrernas gudasaga berättad för ungdomen beskrivs Hräsvelg som liksväljaren. Hräsvelg har där sällskap av örnen Are. De kommer att samlas med Yggdrasils andra rovdjur för att invänta att likportarna öppnas. Då ska de döda som varit i Nifelheim ("underjorden") och där dött för andra gången träda ut genom likportarna: "...och när de fördömda kommit genom dem, störta de vingade demonerna öfver de åt dem utsedda offren, trycka dem under sin dolkhvassa fjäderklädnad och flyga med gräsliga skrän genom Nifelheims töckenrymder till de för dem bestämda pinorummen.". 
Hräsvelg ingår i en särskild grupp av jättar, närmast kosmiska väsen, som, för människan och världsalltet, symboliserar farliga makter. Till dessa räknas förutom Hräsvelg själv, Fenrisulven och Midgårdsormen och likaså Hel och Nidhögg.  

Citat ur Poetiska Eddan (Vaftrudner talar):
Hräsvelg heter han, vid himlens ände
sitter jätten i örnhamn jämt;
ifrån hans vingar sägs vinden komma
farande fram över folk.

Vaftrudnesmal, vers 37